# ENAC Alumni
ENAC Alumni (znana również jako INGENAC) to organizacja non-profit, stowarzyszenie absolwentów założone w 1987 roku i zarejestrowane w Tuluzie. Została założona przez Roberta Aladenyse.
Główną misją stowarzyszenia jest budowanie wizerunku marki École nationale de l’aviation civile (znanego również jako Francuski Uniwersytet Lotnictwa Cywilnego), pierwszej europejskiej szkoły podyplomowej z zakresu aeronautyki i lotnictwa. W 2020 r. Reprezentuje prawie 26 000 osób, co czyni stowarzyszenie największym we Francji stowarzyszeniem zajmującym się badaniami lotniczymi.

## Historia
Kiedy w 1949 r. Utworzono École nationale de l’aviation civile, najpierw przeszkolono urzędników z Direction Générale de l’Aviation Civile. We wczesnych latach siedemdziesiątych uniwersytet rozpoczął szkolenie pracowników niebędących urzędnikami służby cywilnej w przemyśle lotniczym. Liczba studentów cywilnych rośnie w latach 80. XX wieku, a potem stowarzyszenie absolwentów stało się oczywiste. Robert Aladenyse (1931-2003, dyplom 1964) postanowił w 1987 roku stworzyć organizację non-profit dla absolwentów Diplôme d’ingénieur o nazwie INGENAC. W 2000 roku rozwój kursów Masters i Mastère Spécialisé we Francji zachęcił stowarzyszenie do przyjmowania i reprezentowania tych nowych studentów.
1 stycznia 2010 r. ENAC połączył się z SEFA, stając się największym uniwersytetem lotniczym w Europie. Dlatego INGENAC zdecydował się zmienić swoją nazwę, aby zostać absolwentami ENAC i zgromadzić absolwentów wszystkich stopni École nationale de l’aviation civile. Zacznie obowiązywać w marcu 2012 roku.
ENAC Alumni jest członkiem Conférence des grandes écoles.

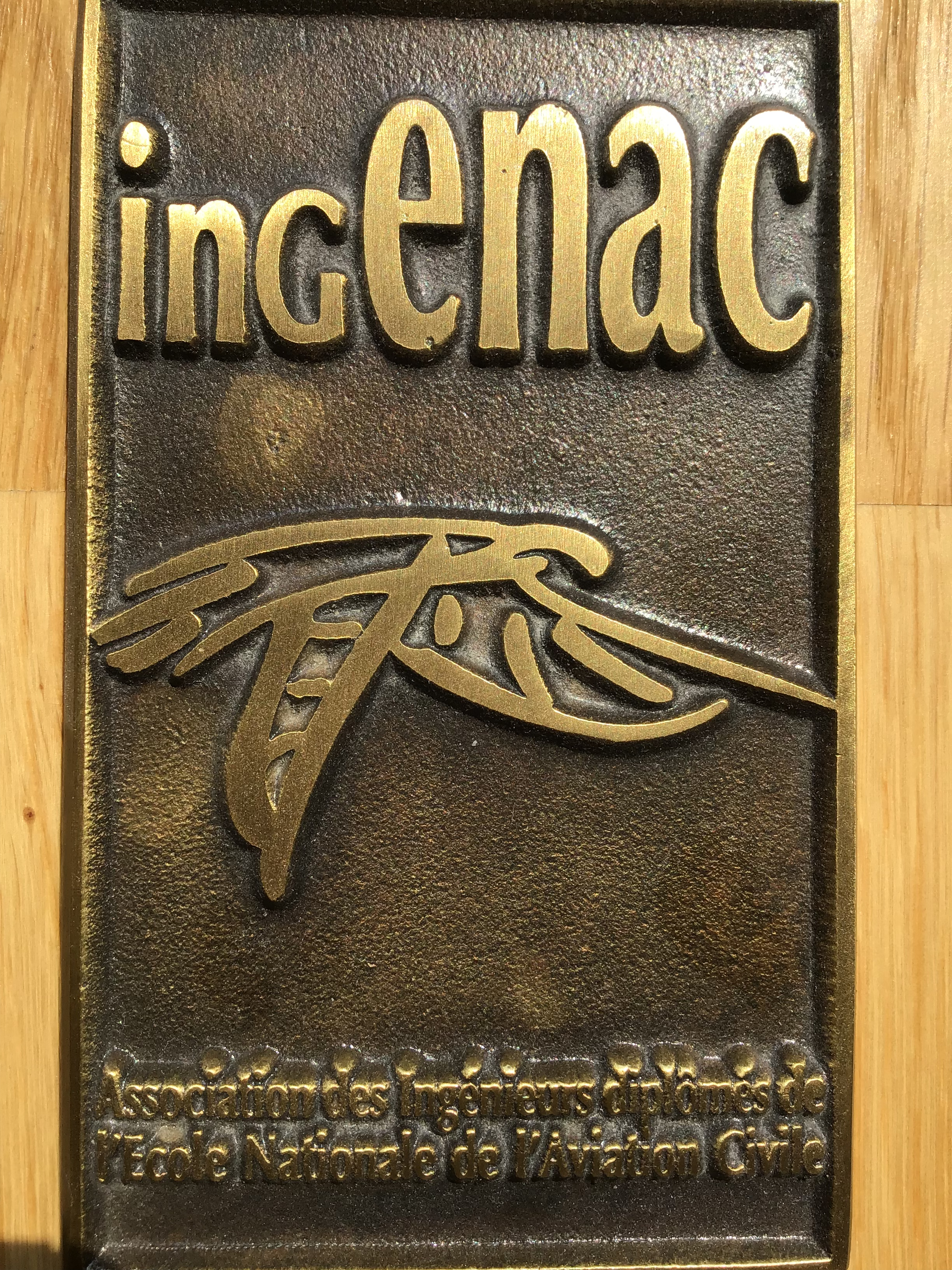
Prix INGENAC